# 郑雄 (足球教练)
郑雄（1966年2月5日—），是中国现役足球主教练。

## 早期生涯
郑雄在少年时期曾经在家乡武汉接受专业足球训练，位置为守门员。但是不满17岁时，他的教练认为他的身高不符合守门员的要求，因此他选择退出职业足球训练，之后进入武汉市警官学校就读，并成为一名警察，在武汉市公安局江汉分局治安科工作。

## 教练生涯
1995年，中华人民共和国公安部前卫体协在武汉组建武汉前卫足球俱乐部，拥有球员资历的郑雄被选入了球队的管理层。后来前卫队改名前卫寰岛并迁至重庆，郑雄成为俱乐部总经理。 1999年，前卫寰岛重组，他成为甲B联赛球队上海浦东的助理教练。一年后，他回到家乡球队武汉队，先担任一队助理教练，之后执教武汉的青年队。 2005年，郑雄成为中国国少队主教练。2009年，他重新回到俱乐部执教，担任中乙球队三峡康天教练。2012年，他接替下课的卡洛斯，执教武汉卓尔，并帮助球队在当赛季获得亚军，升级到中超联赛。但是，他率队在2013赛季联赛前六轮仅以1平5负的成绩排名联赛倒数第二位，2013年4月21日宣布辞职。 2014年4月，他接替辞职的黎兵，成为中国国青队代理主教练。 2014年10月，他率队参加2014年亚足联U19青年锦标赛，虽然小组第一场比赛即以2比1击败日本获得开门红，第二场0比0逼平韩国，但在最后一轮对阵越南的比赛直到最后时刻进球战平对手，惊险地以小组第二名成绩出线。在八强战中，中国国青队2比4不敌后来的冠军卡塔尔被淘汰，也无缘获得2015年U20世界盃足球賽的参赛资格。郑雄的代理教练任务就此结束，虽然他在12月参加国青队的教练竞聘，但最终不敌李明。